# Sporocybe lobulata
Sporocybe lobulata är en svampart som beskrevs av Berk. 1841. Sporocybe lobulata ingår i släktet Sporocybe, ordningen Pleosporales, klassen Dothideomycetes, divisionen sporsäcksvampar och riket svampar.   Inga underarter finns listade i Catalogue of Life.